# Гаплогруппа U8b1 (мтДНК)
Гаплогруппа U8b1 — гаплогруппа митохондриальной ДНК человека.

## Субклады
- U8b1a : C6546T • A6599G • G12771A
- U8b1b : G1811A! • C5165T • T16324C

## Палеогенетика

### Энеолит
Ласиньская культура
- VEJ12 — Veszprém-Jutasi út — Венгрия — 4340–4070 calBC — U8b1.[1]

## Публикации
- Szecsenyi-Nagy, Anna. Molecular genetic investigation of the Neolithic population history in the western Carpathian Basin. Майнцский университет (18 июня 2015).